# Aleš Pikl
Aleš Pikl (Roudnice nad Labem, 2 aprile 1975) è un ex calciatore ceco, di ruolo centrocampista.